# Schutzhaus Neubau
Das Naturfreundehaus Schutzhaus Neubau, kurz meistens nur Schutzhaus Neubau, ist eine Schutzhütte der Naturfreunde Österreich im salzburgischen Teil der Goldberggruppe. Sie liegt auf einer Höhe von 2176 m ü. A. am südlichen Ende des Raurisertals im Gebiet des ehemaligen Goldbergbaus, bereits im Nationalpark Hohe Tauern.

## Geschichte
Der Name geht auf ein 1420 errichtetes Berghaus zurück. Damals wurde der Goldbergbau hinauf in Richtung Fraganter Scharte (2754 m) und Herzog-Ernst-Spitze (2933 m) erweitert und es wurden für die Knappen neue Unterkünfte benötigt. Der Name ist bis zum heutigen Tag erhalten geblieben. In der Umgebung der Hütte finden sich noch viele Zeugnisse des einstigen Goldbergbaus, diese werden über den Tauerngold Erlebnisweg und den Tauerngold Rundwanderweg zugänglich gemacht.
Die Hütte wurde 1995 generalsaniert. Dabei wurde die Heizung von Kohle auf elektrische Fußbodenheizung umgestellt. Die gesamte Energie für Heizung und den Betrieb der Materialseilbahn wird nun in einem eigenen Kleinkraftwerk erzeugt. Der früher vorhandene, unbeheizte Winterraum fiel diesem Umbau zum Opfer. Seitdem hat die Hütte keinen Winterraum mehr.

## Wege

### Zustieg
Der Ausgangspunkt für den Aufstieg zum Schutzhaus Neubau ist der Parkplatz Lenzanger. Bis hier kann man auf einer Mautstraße mit dem Auto fahren. Vom Parkplatz aus gibt es drei Möglichkeiten:
- Die erste Möglichkeit ist der nicht so anstrengende Familienwanderweg über den Almweg (Nr. 31) durch den Rauriser Urwald. Dieser Weg führt zum Familienwanderweg, über welchen man den Neubau in ca. 2 ½ Stunden erreicht.
- Die zweite Möglichkeit ist zu Fuß oder mit dem Bus über den Fahrweg zum Naturfreundehaus Kolm Saigurn. Direkt dahinter beginnt der gut markierte Weg (Nr. 122) über den Barbarawasserfall hinauf zu den Melcherböden. Von dort aus sind es noch ca. 45 Minuten bis zum Schutzhaus Neubau.
- Die dritte Möglichkeit ist über den Fahrweg zu Fuß oder mit dem Bus bis zum Ammererhof. Von dort aus zur Erlehenalm und weiter über den Familienwanderweg (Nr. 119) hinauf zum Schutzhaus Neubau.

### Gipfelbesteigungen
- Hoher Sonnblick (3105 m): Vom Schutzhaus Neubau auf dem Weg 122 vorbei am Leidenfrost hinauf zur Rojacher Hütte. Von dort aus geht es über den Grat hinauf zum Gipfel des Hohen Sonnblicks.
- Schareck (3122 m): Vom Schutzhaus Neubau aus ist der Anstieg über den Tauerngold Erlebnisweg zur Fraganter Scharte und anschließend zur Herzog-Ernst-Spitze (2933 m) problemlos in ca. 2 ½ Stunden zu bewältigen (Weg Nr. 119). Von dort aus kann man in ca. einer Stunde auf den Gipfel des Scharecks weitergehen. Der Weg ist teilweise ausgesetzt (Weg Nr. 120).
- Herzog-Ernst-Spitze (2933 m): Vom Schutzhaus Neubau aus ist der Anstieg über den Tauerngold Erlebnisweg zur Fraganter Scharte und anschließend zur Herzog Ernst Spitze problemlos in ca. 2 ½ Stunden zu bewältigen (Weg Nr. 119).
- Alteck (2942 m): Vom Schutzhaus Neubau aus ist der Anstieg über den Tauerngold Erlebnisweg zur Fraganter Scharte problemlos in ca. zwei Stunden möglich. Von hier aus kann man rechts zum Alteck weitergehen. Es gibt allerdings keinen markierten Weg.
- Hocharn (3254 m): Vom Neubau aus gehen Sie den Weg 122 hinauf zur Rojacher Hütte. Von dort aus geht es über den Grat hinauf zum Hohen Sonnblick (3106 m). Vom Hohen Sonnblick: Gletscherbegehung und Überschreitung des Goldzechkopfes (Schwierigkeit II nach UIAA-Skala) zur nördlichen Goldzechscharte und über den nördlich verlaufenden Kamm zum Gipfel des Hocharn.

### Schau- und Lehrpfade
Um die Hütte sind mehrere Schau- und Lehrpfade angelegt worden.

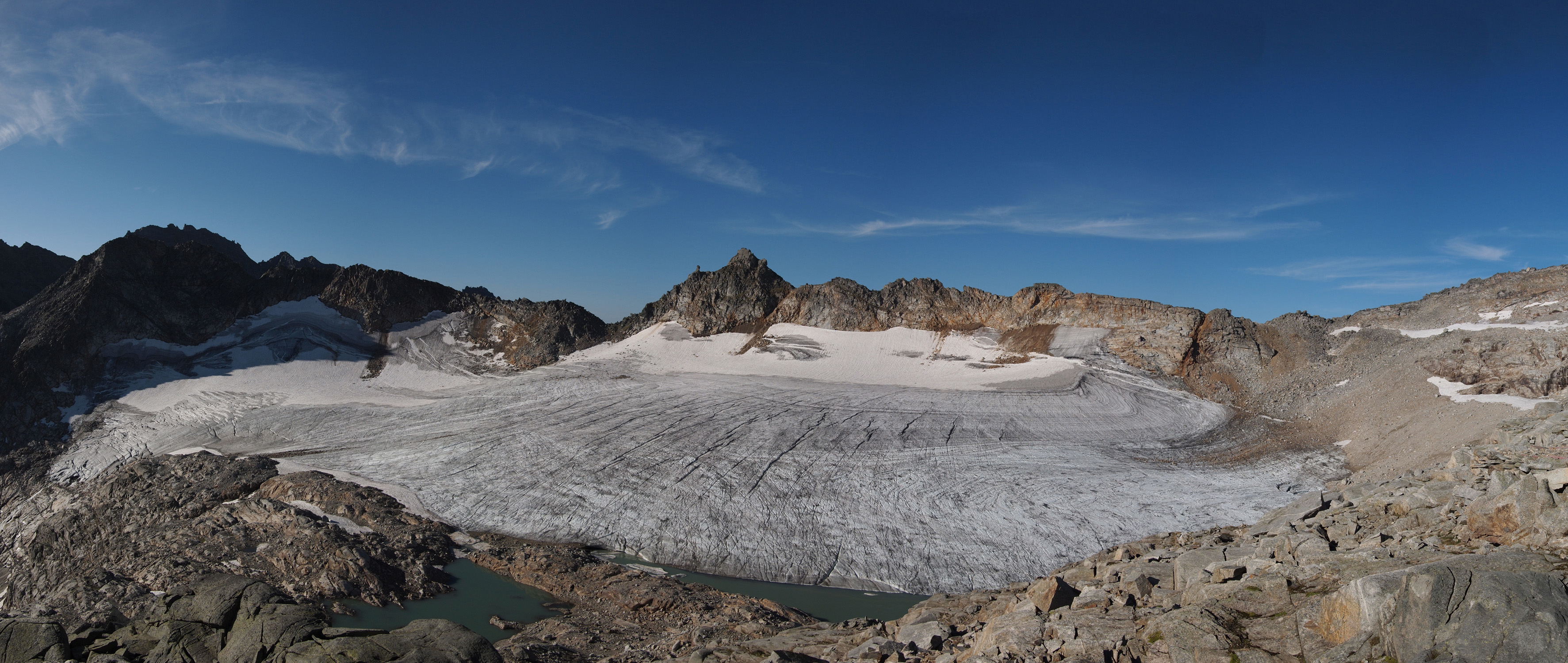
Das Goldbergkees

Der Gletscherschaupfad, in den Jahren 1982 bis 1984 eingerichtet und 2007 saniert und aktualisiert, führt durch das ehemals eisbedeckte Gletscherzungengebiet des Goldbergkees bis zum Eisrand von 2006. 13 Schautafeln informieren über den augenscheinlichen Gletscherschwund, seit 1850 ist der Gletscher um rund 1100 Meter zurückgegangen.

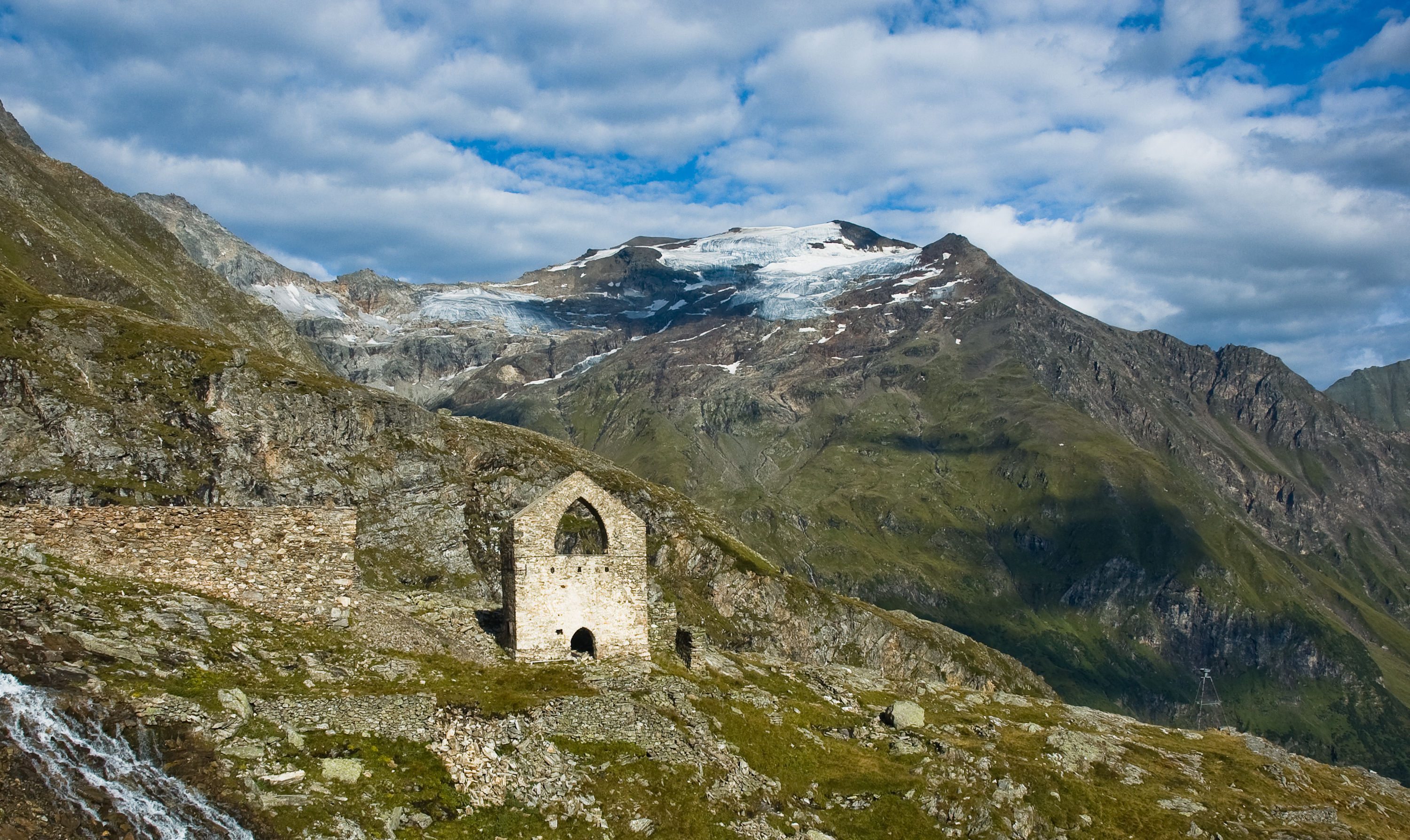
Das Radhaus, im Hintergrund der Hocharn

Der Tauerngold Erlebnisweg und der Tauerngold Rundwanderweg führen durch die Überreste des früheren Bergbaus im hinteren Raurisertal. Das Radhaus und die Bremsbahn liegen nur 200 Meter neben der Schutzhütte auf dem Kälberriegel (2161 m, Lage). Das Radhaus wurde 1831/33 erbaut und diente bis 1888 als Bergstation eines 1½ Kilometer langen Schrägaufzugs, der durch ein elf Meter großes Wasserrad angetrieben wurde und den Transport des Erzes (Pochgang genannt) ins Tal und die Versorgung der Knappen am Berg ermöglichte. Die Bremsbahn verband das Radhaus mit dem Knappenhaus auf 2341 m. Ihre Trasse ist noch gut zu erkennen und Teil des Tauerngold Rundwanderweges. Das Knappenhaus (Lage) und die umliegenden Anlagen dienten den Knappen als Wohn-, Schlaf- und Wirtschaftsgebäude. Die Gebäude waren über ein Tunnelsystem (Schneekrägen) mit dem Stollen verbunden und ermöglichten so den Zugang der Knappen zum Stollen und den Abbau des Erzes auch während des Winters. Das Bremserhäusl (2331 m, Lage) schließlich bildete das obere Ende der Bremsbahn, darin befand sich die Seilumlenkrolle.

### Übergänge zu anderen Hütten
- Rojacher Hütte, 2718 m, Gehzeit 1½ Stunden
- Zittelhaus, 3105 m, Gehzeit 3 Stunden
- Duisburger Hütte, 2572 m, Gehzeit 3 Stunden
- Niedersachsenhaus, 2471 m, Gehzeit 1 Stunde